# Mojo Concerts
Pour les articles homonymes, voir Mojo.
Mojo Concerts est une société néerlandaise consacrée à l'organisation de concert et des festivals de musique pop. Son siège se trouve à Amsterdam depuis le début de l'année 2024.

## Histoire
Le fondateur Berry Visser réserve depuis un certain temps des artistes de cabaret et des auteurs-compositeurs-interprètes dans une salle de l'association étudiante Sint Wolbodo de Delft sous le nom de « Mojo Theatre », et lance la discothèque Polly Magoo lorsqu'il décide d'organiser désormais des concerts pop. Le nom de l'entreprise dirigée depuis Delft pendant 55 ans fait référence à la chanson Got My Mojo Working de Muddy Waters, dans laquelle « mojo » (motivation et joie) peut être défini « comme un flux, ou le fait d'être complètement dans son élément »,.
La première réalisation de Mojo Concerts est d'engager les groupes de pop Jethro Tull et Soft Machine au Concertgebouw d'Amsterdam, où ils donnent un concert le 7 septembre 1969. Par la suite, la société organise de nombreux concerts au fil des ans (dont le Pop Festival Kralingen) avec des artistes nationaux et internationaux de premier plan. Mojo est racheté par SFX en 1999, qui fusionne avec Clear Channel Entertainment en 2001, dont la branche concerts est scindée en 2006 sous le nom de Live Nation.
Mojo Concerts organise environ 200 concerts par an, auxquels assistent près d'un million de personnes. Elle développe un certain nombre de ses propres festivals et s'occupe également de l'organisation et des réservations pour d'autres festivals et événements, tels que Pinkpop et Night of the Proms. L'entreprise est également responsable d'événements annuels tels que A Campingflight to Lowlands Paradise, WOO HAH!, le North Sea Jazz Festival, Down the Rabbit Hole et Symphonica in Rosso.
Au début du XXIe siècle, des plaintes sont déposées pour abus de la position de monopole de l'entreprise, ce qui conduit à une descente de la NMa (Nederlandse Mededingingsautoriteit) le 17 février 2004,. Après plus de deux ans et demi, la NMa annonce en juillet 2006 que Mojo ne détenait pas de monopole aux Pays-Bas, mais seulement après que les contrats avec divers lieux et organisateurs aient été modifiés ou que des promesses aient été faites en ce sens.